# Arrajärvi
Arrajärvi är en sjö i Finland. Den ligger i kommunerna Nastola och Itis i landskapen Päijänne-Tavastland och Kymmenedalen, i den södra delen av landet, 110 km nordost om huvudstaden Helsingfors. Arrajärvi ligger 74,1 meter över havet. Den är 8,96 meter djup. Arean är 9,91 kvadratkilometer och strandlinjen är 44,02 kilometer lång. Sjön  ingår i Kymmene älvs huvudavrinningsområde.   I omgivningarna runt Arrajärvi växer i huvudsak barrskog.
I övrigt finns följande i Arrajärvi:
- Sepänsaari (en ö)
- Kilpisaari (en ö)
- Linnasaari (en ö)
- Puustellinsaari (en ö)
- Kaunissaari (en ö)
- Ojassuonsaari (en ö)
- Siikosaari (en ö)
- Karjusaari (en ö)
- Inkerinsaari (en ö)
- Kaijakivi (en ö)
- Lakinsaaret (en ö)